# Lee Jong-suk
Lee Jong-suk (* 14. September 1989 in Suwon, Südkorea) ist ein südkoreanischer Schauspieler.

## Filmografie

### Filme
- 2005: Sidaegyogam (시대교감)
- 2010: Ghost (귀 鬼 Gwi)
- 2012: Drama Special „When I Was The Prettiest“ (내가 가장 예뻤을 때 편 Naega Gajang Yeppeosseul Ttae Pyeon)
- 2012: As One (코리아 Korea)
- 2012: Into the Sun – Kampf über den Wolken (R2B: 리턴 투 베이스 R2B: Return to Base)
- 2013: The Face Reader (관상 Gwansang)
- 2013: No Breathing (노브레싱)
- 2010: Hot Young Bloods (피끓는 청춘 Pikkeunneun Cheongchun)
- 2017: V.I.P

### Fernsehserien
- 2009: Dream (드림, SBS)
- 2010: Prosecutor Princess (검사 프린세스 Geomsa Princess, SBS)
- 2010: Secret Garden (시크릿 가든, SBS)
- 2011: High Kick: Revenge of the Short Legged (하이킥!: 짧은 다리의 역습, MBC)
- 2012: School 2013 (학교 2013 Hakgyo 2013, KBS)
- 2013: I Can Hear Your Voice (너의 목소리가 들려 Neo-ui Moksori-ga Deullyo, SBS)
- 2013: Potato Star 2013QR3 (감자별2013QR3 Gamjabyeol 2013QR3, tvN)
- 2014: Doctor Stranger (닥터 이방인 Doctor Ibangin, SBS)
- 2014–2015: Pinocchio (피노키오, SBS)
- 2016: W (더블유, MBC)
- 2016: Jade Lover (翡翠恋人)
- 2016: Gogh, The Starry Night (고호, 별이 빛나는 밤에, Webdrama, Sohu)
- 2017: While You Were Sleeping
- 2018: Hymn of Death
- 2019: Romance is a Bonus Book
- 2022: Big Mouth (빅마우스, MBC)

## Auszeichnungen
SBS Drama Awards 2017
- Top Excellence in Acting (Wed-Thurs Drama), Male für While You Were Sleeping[1]
- Best Couple für While You Were Sleeping (mit Bae Suzy)[1]